# Kalichta
Kalichta (en macédonien Калишта, en albanais Kalishta) est un village du sud-ouest de la Macédoine du Nord, situé dans la municipalité de Struga. Le village comptait 1 178 habitants en 2002. Il est majoritairement albanais.
Kalichta est située au bord du lac d'Ohrid et possède deux églises rupestres, creusées dans la roche au XIVe siècle et décorées de fresques.

## Démographie
Lors du recensement de 2002, le village comptait :
- Albanais : 1 079 ;
- Macédoniens : 95 ;
- Valaques : 1 ;
- Serbes : 1 ;
- Autres : 2.